# Bisdom Pavia

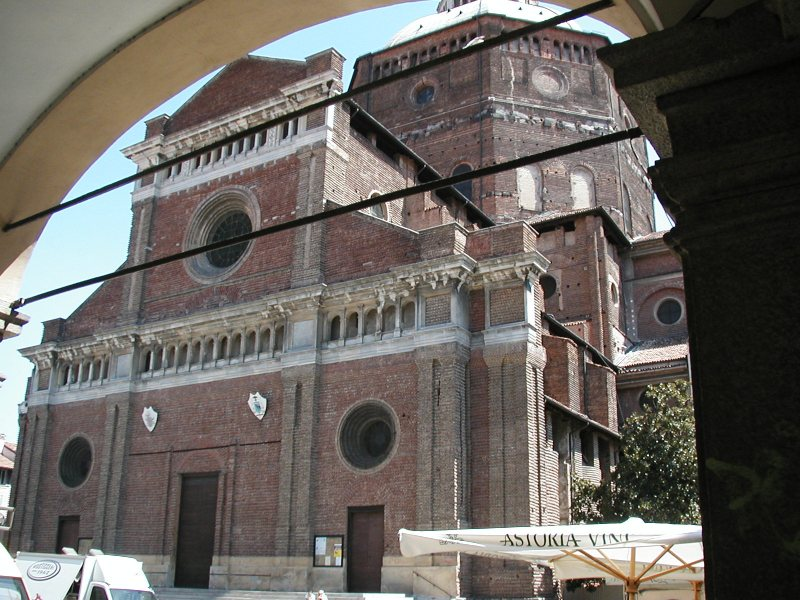
de dom van Pavia, zetel van het bisdom

Het bisdom Pavia (Latijn: Dioecesis Papiensis, Italiaans: Diocesi di Pavia) is een bisdom van de Rooms-Katholieke Kerk, waarvan de zetel is in de stad Pavia. Het is een suffragaan bisdom van het aartsbisdom Milaan. Het bisdom heeft ongeveer 160.000 inwoners, waarvan ongeveer 98% behoort tot de Katholieke Kerk. In 99 parochies worden zij bediend door 129 priesters. De bisschop van Pavia is sinds 2016 Corrado Sanguineti.
Het bisdom werd in de derde eeuw gesticht. Twee pausen waren eerder bisschop van Pavia: paus Johannes XIV (die paus was van 983 tot 984) en paus Julius III (paus van 1550 tot 1555). Ook Lucido Parocchi, prefect van het Heilig Officie van 1896 tot 1903, was daarvoor bisschop van Pavia.
Milaan (aartsbisdom) · Bergamo · Brescia · Como · Crema · Cremona · Lodi · Mantua · Pavia · Vigevano